# 소련의 강제이주

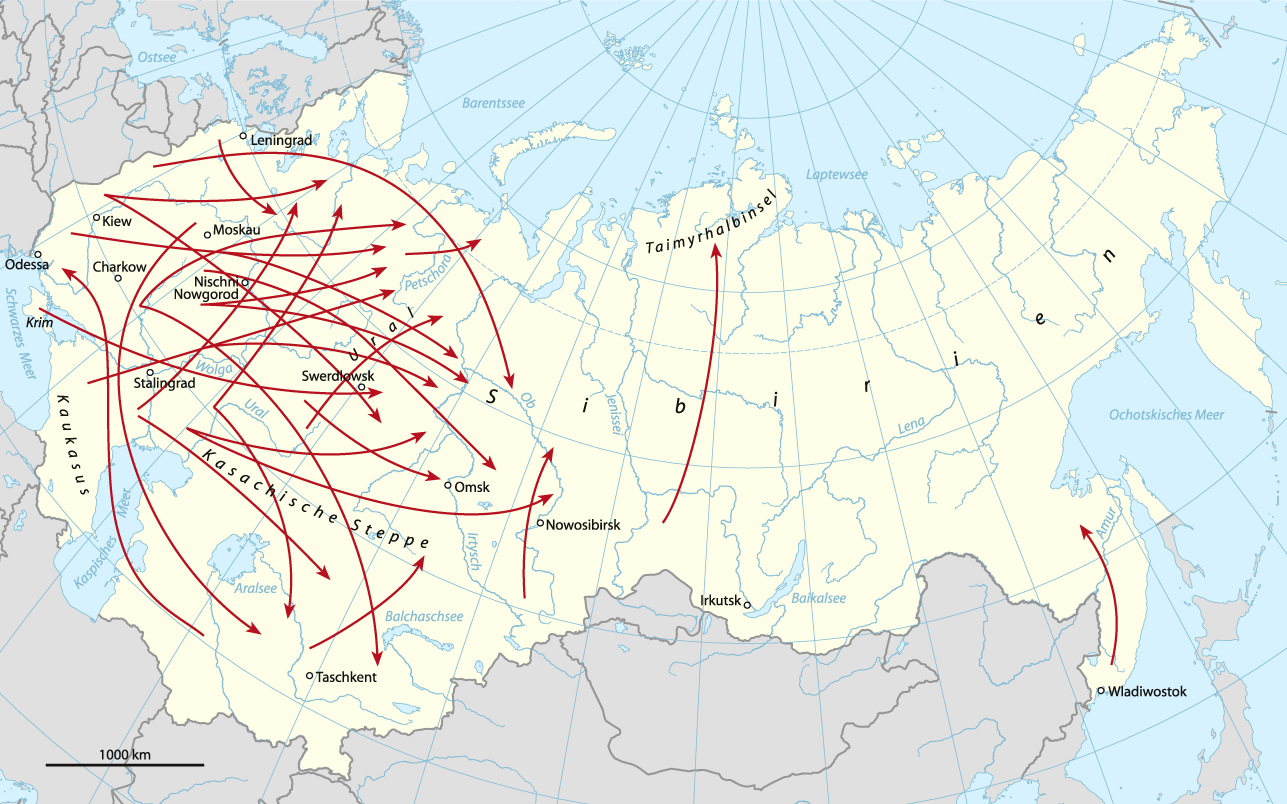

소련의 강제이주는 소비에트 연방 정부에 의해 일어난 여러 인구 집단의 강제 이주 사건들이다. 강제 이주는 소련에 반하는 것으로 여겨진 사회적 집단을 대상으로 하기도 했고, 특정 민족 인구 전체를 척박한 지역으로 추방한 이후 그 지역에 다른 민족 인구를 이주시켜 채우는 민족 청소로 이루어지기도 했다. 민족 청소는 대부분 1930년부터 1952년까지 소련의 지도자 이오시프 스탈린의 명령과 내무인민위원부(NKVD)의 수장 라브렌티 베리야의 감독 하에 이루어졌다.

## 사회 집단
- 탈쿨라크화(1917~1933)
- 탈카자크화(1919~1933)

## 민족 집단

### 독소전쟁 발발 이전
- 소련 폴란드인 탈출(~1945)
- 잉그리아 핀인 추방(~1945)
- 소련 중국인 강제이주(1926~1937)
- 고려인 강제이주(1937)
- 6월 추방(1939~1941): 제2차 세계대전 발발 이후 소련이 합병한 폴란드 제2공화국, 발트 3국, 베사라비아 지역 토착 인구의 강제 이주 및 추방

### 독소전쟁 발발 이후
- 소련 그리스인 강제이주(1942, 1944, 1949)
- 카라차이인 강제이주(1943)
- 칼미크인 강제이주(1943)
- 체첸인과 인구시인의 강제이주(1944)
- 발카르인 강제이주(1944)
- 크림 타타르인 강제이주(1944)
- 메스헤티 튀르크인 강제이주(1944)
- 독일인 탈출 및 추방(1944~1950)

## 같이 보기
- 인구 공학
- 민족 청소